# La Tourneuse de pages
Pour plus de détails, voir Fiche technique et Distribution.
La Tourneuse de pages est un film français réalisé par Denis Dercourt, sorti en 2006. Il fait partie de la sélection officielle du Festival de Cannes 2006 dans la sélection « Un certain regard ».

## Synopsis
Mélanie tente le concours d'entrée au conservatoire, mais perturbée par la présidente du jury, échoue. Dix ans plus tard, son patron lui fait rencontrer sa femme, une pianiste, qui n'est autre que la présidente du jury de son enfance. Elle devient, par son sens de la musique, sa tourneuse de pages, et s'immisce dans sa vie privée. Va-t-elle chercher à se venger ?

## Fiche technique
- Titre original : La Tourneuse de pages
- Réalisation : Denis Dercourt
- Scénario : Denis Dercourt et Jacques Sotty
- Montage : François Gédigier
- Image : Jérôme Peyrebrune
- Musique originale : Jérôme Lemonnier
- Production déléguée : Michel Saint-Jean
- Production exécutive : Tom Dercourt
- Sociétés de production : Diaphana Films, France 3 Cinéma et Les Films à un dollar
- Société de distribution : Diaphana Distribution
- Pays d'origine :  France
- Langue originale : français
- Format : couleur – 35mm – 1,85:1
- Son : Dolby SRD et DTS
- Genre : drame
- Durée : 85 minutes
- Dates de sortie : 9 août 2006 en France

## Distribution
- Catherine Frot : Ariane Fouchécourt
- Déborah François : Mélanie Prouvost
- Pascal Greggory : M. Fouchécourt
- Clotilde Mollet : Virginie
- Xavier de Guillebon : Laurent
- Christine Citti : Mme Prouvost
- Jacques Bonnaffé : M. Prouvost
- Antoine Martynciow : Tristan
- Julie Richalet : Mélanie enfant
- Martine Chevallier : Mme Onfray
- André Marcon : M. Werker
- Arièle Butaux : la présentatrice radio
- Michele Ernou : Monique
- Danièle Douet : la femme autographe
- Marc Reed : Mc Guerman
- Jean Chrétien : Mathias
- François Rosolato : un membre du jury du conservatoire
- Alexis Monceaux : un membre du jury du conservatoire
- Jacques Sotty : un membre du jury du conservatoire
- Catherine Lebaigue : un membre du jury du conservatoire
- Fréderic Moulin : l'appariteur du conservatoire
- Marion Sicre : l'assistante de M. Werker
- Juliette Bône : la jeune fille autographe
- Caroline Mathieu : l'avocate
- Moussa Ag Assarid : un brancardier
- Karim Adelis : un brancardier
- Danièle Renaud : l'infirmière
- Julie Primot : la vendeuse

## Distinctions
- Festival de Cannes 2006 : sélection « Un certain regard »
- Césars 2007 :
  - Meilleure musique originale pour Jérôme Lemonnier
  - Meilleur espoir féminin pour Déborah François
  - Meilleure actrice pour Catherine Frot
- Grand prix de l'Union de la critique de cinéma 2007